# 14571 Caralexander
14571 Caralexander este un asteroid din centura principală de asteroizi.

## Descriere
14571 Caralexander este un asteroid din centura principală de asteroizi. A fost descoperit pe 17 august 1998 la Socorro, New Mexico, în cadrul proiectului LINEAR. Asteroidul prezintă o orbită caracterizată de o semiaxă mare de 2,59 ua, o excentricitate de 0,16 și o înclinație de 5,4° în raport cu ecliptica.